# Ташлыкова (деревня)
Ташлыкова — деревня в Балаганском районе Иркутской области России. Входит в состав Коноваловского сельского поселения. Находится западнее Братского водохранилища, примерно в 12 км к юго-юго-востоку (SSE) от районного центра, посёлка Балаганск, на высоте 535 метров над уровнем моря.

## Население
В 2002 году численность населения деревни составляла 290 человек (140 мужчин и 150 женщин). По данным переписи 2010 года, в деревне проживало 204 человека (98 мужчин и 106 женщин).

## Инфраструктура
В деревне функционируют начальная школа, детский сад, библиотека и фельдшерско-акушерский пункт.

## Улицы
Уличная сеть деревни состоит из 5 улиц.